# یانوویتس-زجنته
یانوویتس-زجنته (به لاتین: Janowiec-Zdzięty) یک روستا در لهستان است که در گمینا یانوویتس کوشچیلنه واقع شده‌است.